# Thanateros
Thanateros est un groupe allemand de folk metal et metal gothique, avec des influences irlandaises et celtiques. À ses débuts, Thanateros se sert notamment de motifs païens, issus par exemple de la mythologie celtique et du chamanisme. 
Le nom du groupe, Thanateros, est composé des noms des divinités grecques de la mort (Thanatos) et de l'amour désirant (Eros). Selon ses propres dires, il fait référence à l'ordre magique du chaos des « Illuminati de Thanateros ». Thanateros n'est pas un « groupe de l'ordre », mais un groupe autonome et indépendant.

## Histoire

### 2000–2010
Thanateros est formé en 1999 en tant que projet solo de Ben Richter, après son départ du groupe de dark metal EverEve. En 2000, il constitue un premier line-up. Après la sortie de leur premier album, The First Rite,, en 2001, ils effectuent une tournée de soutien avec In Extremo. En 2002, des concerts individuels et des représentations dans des festivals ont eu lieu.
En 2003 sort le deuxième album Circle of Life, produit par le guitariste Jens Busch, dans lequel les instruments traditionnels ont davantage mis en valeur l'aspect folk irlandais et celtique. La sortie de Circle of Life est accompagnée de la première tournée des clubs en tête d'affiche en Allemagne et en Autriche. En été et en automne de la même année, des représentations dans des festivals suivent, notamment avec des groupes comme Subway to Sally, Letzte Instanz, Tanzwut, L'Âme Immortelle et Schandmaul.
En 2005, le troisième album de Thanateros, également produit par Jens Busch, sort et s'intitule Into the Otherworld,. Celui-ci contenait le premier single, le classique Dirty Old Town, rendu célèbre par The Pogues, dont le clip vidéo est produit par Dietrich Brüggemann (Oomph!, Rammstein). Suivent des tournées avec Umbra et Imago et le groupe NFD, successeur de Fields of the Nephilim, ainsi que divers concerts en tête d'affiche et des participations à des festivals (entre autres avec Saltatio Mortis, Subway to Sally, ASP, Clan of Xymox).
En 2008, le groupe produit son quatrième album Liber Lux avec une nouvelle formation, qui sort le 3 avril 2009. D'autres concerts en festival suivent, notamment avec Fiddler's Green, Tristania, Pothead et Finntroll. Malgré le succès, Ben Richter sépare le groupe début 2010.

### Depuis 2019
Après avoir sorti deux albums avec Phosphor, le groupe allemand de heavy metal qu'il forme en 2015 (Raum/Zeit et Weltenbrand), Ben Richter décide de ressusciter Thanateros en 2018. En collaboration avec le guitariste Chris Lang (de Phosphor), il crée un nouveau line-up début 2019. La sortie de l'album Insomnia a lieu dès septembre 2019.
Au milieu de l'année 2020, ils signent un contrat de distribution avec le label Echozone, et en novembre de la même année, ils sortent ensemble Insomnia en édition spéciale. Outre l'album studio, Insomnia S.E. comprend des chansons sélectionnées en version purement instrumentale.
En septembre 2021, l'album On Fragile Wings est produit en collaboration avec le producteur Simon Rippin. Le 11 février 2022, le premier single Coven of the Drowned sort et le 11 mars, le deuxième single Fading, puis l'album le 24 mars 2022. En été, Thanateros retourne enfin  sur scène et joue dans de nombreux festivals avec des groupes comme Lord of the Lost, Crematory ou Fiddler's Green. Début 2023, le chanteur Ben Richter commence à travailler sur des nouveaux morceaux - et en octobre, le moment était venu : un nouvel album était écrit. La sortie de l'album Tranceforming a lieu le 11 octobre 2024. 

## Discographie

### Albums studio
- 2001 : The First Rite (CD, Andromeda / Vielklang Musikproduktion)
- 2003 : Circle of Life (CD, Andromeda / Vielklang Musikproduktion)
- 2005 : Into the Otherworld (CD, Rabazco Records)
- 2009 : Liber Lux (CD, New Crusade Records)
- 2019 : Insomnia (CD, Calygram Records / Calyra)
- 2022 : On Fragile Wings (CD, Echozone)
- 2024 : Tranceforming

### Singles
- 2005 : Dirty Old Town (CD/vinyle, Rabazco Records)
- 2019 : The Lost King (MP3, Echozone)
- 2022 : Fading (MP3, Echozone)
- 2024 : We Are the Ravens (MP3, Echozone)
- 2024 : I Am All (MP3, Echozone)
- 2024 : The Horned One (MP3, Echozone)
- 2024 : I Hold You (MP3, Echozone)